# S-ribozilhomocisteinska lijaza
S-ribozilhomocisteinska lijaza (EC 4.4.1.21, S-ribozilhomocisteinaza, LuxS) je enzim sa sistematskim imenom S-(5-dezoksi--ribos-5-il)--homocistein L-homocistein-lijaza (formira (4S)-4,5-dihidroksipentan-2,3-dion). Ovaj enzim katalizuje sledeću hemijsku reakciju
-(5-dezoksi--ribos-5-il)--homocistein {\displaystyle \rightleftharpoons } -homocistein + (4S)-4,5-dihidroksipentan-2,3-dion
Ovaj enzim sadrži jon Fe2+.

## Literatura
- Nicholas C. Price; Lewis Stevens (1999). Fundamentals of Enzymology: The Cell and Molecular Biology of Catalytic Proteins (Third изд.). USA: Oxford University Press. ISBN 019850229X.
- Eric J. Toone (2006). Advances in Enzymology and Related Areas of Molecular Biology, Protein Evolution (Volume 75 изд.). Wiley-Interscience. ISBN 0471205036.
- Branden C; Tooze J. Introduction to Protein Structure. New York, NY: Garland Publishing. ISBN 0-8153-2305-0.
- Irwin H. Segel. Enzyme Kinetics: Behavior and Analysis of Rapid Equilibrium and Steady-State Enzyme Systems (Book 44 изд.). Wiley Classics Library. ISBN 0471303097.

## Spoljašnje veze
- S-ribosylhomocysteine+lyase на 